# Cheung King Lok
Cheung King Lok (ur. 8 lutego 1991 w Hongkongu) – hongkoński kolarz torowy i szosowy, brązowy medalista torowych mistrzostw świata.

## Kariera
Pierwszy sukces w karierze Cheung King Lok osiągnął w 2009 roku, kiedy zwyciężył w indywidualnej jeździe na czas w kategorii juniorów podczas kolarskich mistrzostw Azji. Na igrzyskach azjatyckich w Kantonie w 2010 roku zdobył srebrne medale w indywidualnym i drużynowym wyścigu na dochodzenie, a na rozgrywanych dwa lata później kolarskich mistrzostwach Azji był najlepszy indywidualnie i drugi drużynowo. W 2013 roku był trzeci w indywidualnym wyścigu na dochodzenie na igrzyskach wschodnioazjatyckich. W 2014 roku wziął udział w mistrzostwach świata w Cali, gdzie zdobył brązowy medal w scratchu, przegrywając tylko z Rosjaninem Iwanem Kowalowem i Irlandczykiem Martynem Irvine'em. Medale igrzysk azjatyckich wywalczył też podczas zmagań w 2014 i 2018 roku, natomiast w 2016 roku wystąpił na igrzyskach olimpijskich w Rio de Janeiro.